# Gottfried Honegger
Gottfried Honegger (Zurigo, 12 giugno 1917 – Zurigo, 17 gennaio 2016) è stato un artista e illustratore svizzero.

## Biografia
Marito della illustratrice svizzera Warja Lavater, ha avuto due figlie, Bettina e Cornelia, quest'ultima diventata poi una illustratrice scientifica. Ha studiato vetrina artistica alla scuola Kunstgewerbeschule, dove ha poi insegnato dal 1948. I suoi primi studi sono stati dedicati alla grafica e al design commerciale.
Dal 1955 al 1958 è stato direttore artistico alla Geigy. 
Ha vissuto a New York dal 1958 al 1960, e qui ha tenuto la sua prima mostra pubblica.
Nel 1961 si è trasferito a Parigi e si è concentrato sulla pittura, ove ha principalmente esplorato le forme circolari e quadrate, e (dal 1968), la scultura.
Honegger ha vissuto anche a Dallas, in occasione di una residenza d'artista alla University of Dallas. Honegger è morto nella sua casa di Zurigo, dopo una breve malattia il 17 gennaio 2016, all'età di 98 anni.

## Gottfried Honegger nei musei
- MACC, Calasetta